# Witbandzwaluw
De witbandzwaluw (Atticora fasciata) is een zangvogel uit de familie Hirundinidae (zwaluwen).

## Verspreiding en leefgebied
Deze soort komt voor in Zuid-Amerika in het Amazonegebied. 

## Status
De grootte van de populatie is niet gekwantificeerd maar de soort wordt omschreven als algemeen maar met een versnipperde verspreiding. Op de Rode lijst van de IUCN heeft deze soort de status niet bedreigd.